# كاشغر
كاشغر
أو قشغر أو قاشغر (بالأويغورية: قەشقەر)‏ إحدى أشهر مدن تركستان الشرقية وأهمها، وكانت عاصمة لهذا الإقليم، ولها مركز عظيم في التجارة مع روسيا.
وقد اجتاحت تركستان الشرقية القوات الصينية الشيوعية سنة 1949م واحتلتها، فأطلق عليها الصينيون اسم (سينكيانج) وهي كلمة صينية تعني: المستعمرة الجديدة، وتبعهم بهذه التسمية الأوروبيون وبعض المصادر العربية الحديثة، إلا أن أهل تركستان الشرقية المسلمون يحبون أن تسمى بلادهم باسمها القديم: تركستان الشرقية، ولا يحبون تسميتها بالاسم الصيني الجديد.
وقد لعبت تركستان الشرقية دوراً تاريخياً مهماً في التجارة العالمية. وكان طريق الحرير المشهور يمر بها، وهو الطريق الذي كان يربط بين الصين، أبعد بلاد العالم القديم، والدولة البيزنطية.
وبدأ الإسلام يدخل تركستان الشرقية على عهد عبد الملك بن مروان سنة 86هـ ست وثمانين الهجرية (705م)، ولكن البلاد أصبحت إسلامية حكومة وشعباً سنة ثلاث وخمسين وثلاثمائة الهجرية (964م) بدخول السطان ستوق بغراخان الإسلام، فشمل الإسلام البلاد كافة.

## التمهيد للفتح
قطع قتيبة بن مسلم الباهلي النهر – نهر جيحون - في سنة أربع وتسعين للهجرة (712م) متوجهاً إلى فرغانة. وفرغانة اسم مدينة واسم إقليم. وإقليم فرغانة من أقاليم نهر سيحون في بلاد ما وراء النهر، متاخمة لتركستان، وليس فما وراء النهر أكثر قرى من فرغانة، وربما بلغ حد القرية مرحلة لكثرة أهلها وانتشار مواشيهم وزروعهم.
أما فرغانة المدينة فكثيرة الخيرات، كثيرة القرى والحقول والمزارع، بينها وبين سمرقند خمسون فرسخاً.
واصطدمت قوات قتيبة بقوات أهل فرغانة في مدينة خجندة إحدى مدن إقليم فرغانة، فقاوم أهل فرغانة ومن معهم من الترك القادمين مدداً لهم من مدينة كاشغر المجاورة، وكانت مقاومتهم شديدة اضطر قتيبة على الاشتباك بهم مراراً، وفي كل مرة يكون الظفر فيها للمسلمين. وأخيراً انتهت مقاومة أهل فرغانة وحلفائهم الباسلة، ففتح المسلمون الإقليم كافة.
وكان سبب حشد أهل فرغانة قواتهم الضاربة في خجندة، هو لأنها أول مدن إقليم فرغانة من الغرب، وهي على حدود إقليم الصغد الشرقية التي فتحها المسلمون من قبل، فهي الخط الدفاعي الأول عن إقليم فرغانة.
و خجندة، بلدة مشهورة بما وراء النهر، تقع على شاطئ نهر سيحون، بينها وبين سمرقند عشرة أيام شرقاً، وهي مدينة نزهة، ليس بذلك الصقع أنزه منها، وفي وسطها نهر جار، ولأهلها سفن يسافرون بها في سيحون، وتقوم على ضفة سيحون اليسرى.
ولعل موقع هذه المدينة القريب من إقليم الصغد الذي فتحه المسلمون قبل اليوم، وتيسر وسائط النقل فيها، وكثرة موادها الغذائية، وأهميتها القصوى لإقليم فرغانة، هي أهم أسباب حشد قوات إقليم فرغانة على أرضها، وقبول المعركة الدفاعية الحاسمة عن إقليم فرغانة في ربوعها.

## الفتح

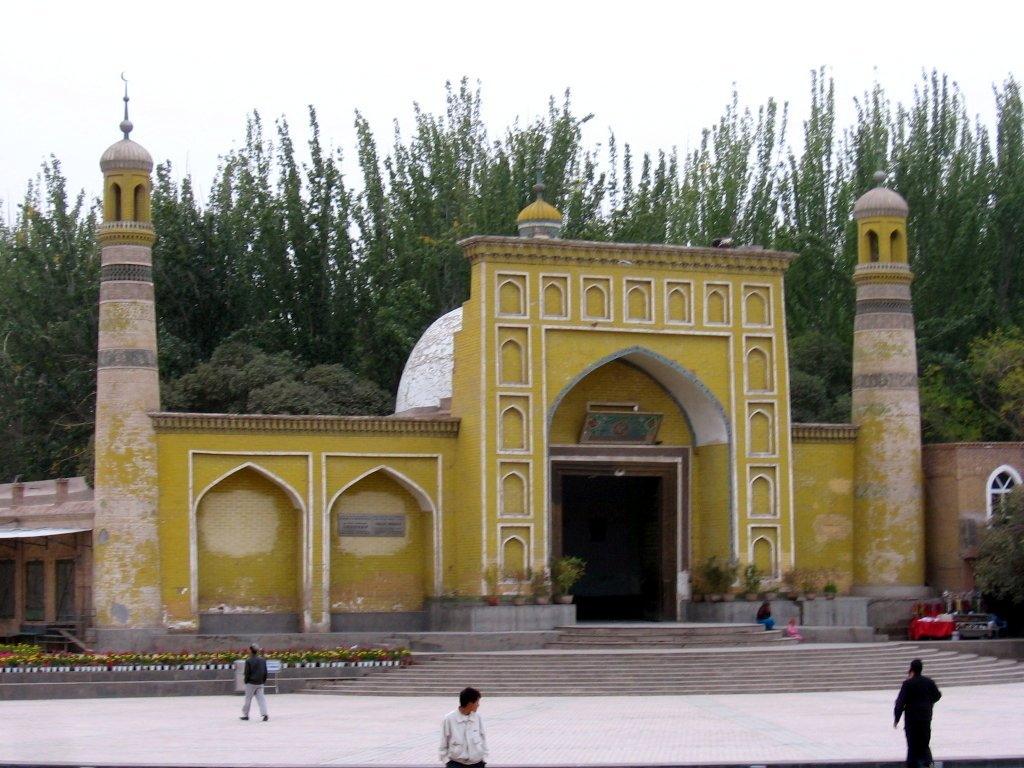

كان الاحتفاظ بإقليم فرغانة بيد المسلمين، يقضي على المسلمين فتح منطقة كاشغر التي تقع شرقي إقليم فرغانة، ويقطنها الترك كما يقطنون إقليم فرغانة. وفي سنة ست وتسعين الهجرية (714م) غزا قتيبة مدينة كاشغر، وهي أدنى مدائن الصين وأقربها إلى فرغانة.
وسار قتيبة من مرو عاصمة خراسان على رأس جيشه، وحمل الناس عيالاتهم لتستقر في سمرقند.
وعبر الجيش الإسلامي نهر جيحون، فاستعمل قتيبة رجلاً على معبر النهر، ليمنع من يرجع من جنده إلا بجواز منه وبموافقته الخطية.
ومضى جيش المسلمين إلى فرغانة، مروراً بسمرقند، حيث أبقى الناس عيالاتهم فيها بحماية المسلمين من أهل سمرقند، وكان الإسلام قد انتشر فيها انتشاراً سريعاً موفقاً.
وفي فرغانة، أكمل قتيبة استعدادات جيشه للقتال، وأرسل إلى (شعب عصام) الفَعَلَة لتمهيده، حتى يجتاز الجيش بسهولة ويسر وسرعة، فأكمل الفعلة مهمتهم، وأخبروا قتيبة بإكمالها.
والفعلة هم سلاح الهندسة، كما نطلق عليه اليوم في المصطلحات العسكرية الحديثة: وهم الذين يمهدون الطرق، ويبنون القناطر والجسور، ويزيلون العقبات الطبيعية، ويؤمّنون وسائط عبور الأنهار، ويشرفون على العبور والمعابر.
ويبدو أن (شعب عصام) أو وادي عصام، عارض من العوارض الطبيعية الوعرة، يعرقل مسيرة الجيش بقوات كبيرة، ويقع بين فرغانة والحدود الصينية القديمة.
وتقدم قتيبة على رأس جيشه من فرغانة، سالكاً الطريق التجارية التي تربط مدينة فرغانة بمدينة كاشغر، ماراً بجنوب بحيرة (جاتيركول) السوفييتية حالياً، على الحدود الصينية-السوفييتية، مقتحماً ممر (تيترك) في تركستان الشرقية.
وبعث قتيبة مقدمة أما جيشه إلى كاشغر، فتقدمت حتى وصلت إلى هدفها، بعد أن أزاحت المقاومات الطفيفة التي صادفتها في طريقها، وغنمت وسبت.
وأوغل قتيبة حتى قارب حدود الصين القديمة، ففتح كاشغر، وجنغاريا الواقعة على حدود منغوليا، وترفان على مقربة من الحدود المنغولية، وخوتن الواقعة شمالي التبت وكشمير، وقانسو التي تقع تماماً في منتصف الصين الحالية.
ولكن المصادر العربية المعتمدة تقتصر على فتح كاشغر في هذه السنة ولا تقدم التفاصيل الإضافية الأخرى عن فتوح المدن الصينية الأخرى.

## المفاوضات

بات الاصطدام بين المسلمين من جهة وبين ملك الصين من جهة ثانية وشيكاً، فطلب ملك الصين التفاوض بين الجانبين، وعرض التفاوض على قتيبة، فقد أوغل قتيبة حتى قارب الصين واخترق حدودها الغربية، فكتب إليه ملك الصين: «ابعث إلي رجلاً شريفاً يخبرني عنكم وعن دينكم»، فوافق قتيبة على طلب ملك الصين.
واختار قتيبة من بين رجال جيشه اثني عشر رجلاً، لهم جَمال وألسن وبأس وتجمّل وصلاح، وأمر لهم بعُدّة حسنة ومتاع حسن من الخز والوشى وغير ذلك وخيول حسنة، وكان منهم هُبيرة بن مشمرج الكلابي مفوّهاً سليط اللسان، وقال لهم: «إذا دخلتم على ملك الصين، فأعلموه أني حلفتُ أني لا انصرف حتى أطأ بلادهم، وأختم ملوكهم، وأجبي خراجهم»..
وسار وفدُ قتيبة إلى ملك الصين، عليهم هبيرة بن مشمرج الكلابي، فلما قدموا الصين، دعاهم ملكها، فلبسوا ثياباً بياضاً تحتها الغلائل، وتطيبوا ولبسوا الأردية، ودخلوا على الملك، وكان عنده عظماء قومه، فأخذوا أماكنهم في مجلسه، فلم يكلم الملك الوفد ولا أحد ممن عنده.
ولما انصرف الوفد من مجلس الملك، قال الملك لمن حضره: «كيف رأيتم هؤلاء؟» قالوا: «رأينا قوماً ما هم إلا نساء».
وبالطبع قال من حول الملك ما يحب الملك أن يسمع، لا ما يجب على الملك أن يسمع، أسوة من حول أصحاب السلطان في كل زمان وكل مكان.
وفي غد دعاهم الملك إلى مجلسه، ولبسوا الوشي وعمائم الخز والمطارف –ألبسة من خزّ مربعة لها أعلام- وغدوا عليه، فلما دخلوا عليه قيل لهم: ارجعوا.
وقال الملك لأصحابه بعد انصراف وفد المسلمين: كيف رأيتم؟ فقالوا: هذه أشبه بهيئة الرجال من تلك.
وفي اليوم الثالث دعاهم الملك إلى مجلسه أيضاً، فشدوا سلاحهم، ولبسوا البيض –الخوذ والمغافر- (جمع مِغفر)، وهو زرد ينسج على قدر الرأس، يلبس تحت القلنسوة.. وأخذوا السيوف والرماح والقسي، وركبوا خيولهم العربية المطهمة الأصيلة.
ونظر إليهم ملك الصين، فرأى أمثال الجبال المقبلة، فلما دنوا من مجلس الملك، ركزوا رماحهم ثم أقبلوا مشمرين.
وقيل لهم قبل أن يدخلوا على الملك: »ارجعوا..« لِما دخل في قلوب الملك ومن معه من رجال الصين وقادتها من خوف ورهبة.
وانصرف الوفد عائداً إلى مستقره، بعد أن أخذوا رماحهم واستعادوا سلاحهم وامتطوا خيولهم، ثم دفعوا الخيل حضراً –عدْو ذو وثب، وهو ركض الخيل بأقصى سرعتها، كالذي يجري في سباق الخيل- كأنهم يتطاردون، فقال الملك لأصحابه: كيف ترونهم؟ فقالوا: ما رأينا مثل هؤلاء!
وفي مساء ذلك اليوم، بعث ملك الصين إليهم، أن ابعثوا إليّ زعيمكم. فبعثوا إليه هبيرة، فقال له الملك: قد رأيتم عظم ملكي، وأنه ليس أحد يمنعكم مني، وأنت في يدي بمنزلة البيضة في كفي، وإني سائلكم عن أمر، فإن لم تصدقوني قتلتكم.
وما كان هبيرة بحاجة إلى التهديد والوعيد، وليس هو من الرجال الذين يخيفهم التهديد والوعيد، فهو لا يكذب أبداً حتى ولو قتل على أن يكذب لا على ألا يكذب، فلا مجال لتهديده بالقتل إذا لم يصدق.
وسأل الملك هبيرة: لماذا صنعوا في الزي الأول ما صنعوا، ثم الزي الثاني، والزي الثالث؟
وكان جواب هبيرة: أما زيّنا الأول، فلباسنا في أهالينا وريحنا عندهم، وأما يومنا الثاني فإذا أتينا أمراءنا، وأما الثالث فزيّنا لعدوّنا.
وقال الملك: ما أحسن ما دبرتم دهركم، فانصرفوا إلى صاحبكم، فقولوا له: ينصرف، فإني قد عرفت حرصه وقلة أصحابه، وإلا بعثتُ عليكم من يهلككم ويهلكه.
وإذا كانت الجبال الراسيات تهتز قيد أنملة من خطرات النسيم العليل، فإن هبيرة قد اهتز يومئذ من وعيد الملك وتهديده، فلا بد له من أن يبلغ هذا الملك رسالة قتيبة بقوة وأمانة وصدق، فقال للملك في ثقة كاملة وهدوء تام: كيف يكون قليل الأصحاب مَن أول خيوله في بلادك، وآخرها في منابت الزيتون! وكيف يكون حريصاً من خلّف الدنيا وغزاك؟
وأما تخويفك بالقتل، فإن لنا آجالاً إذا حضرت فأكرمها القتل، فلسنا نكرهه ولا نخافه.
واستخذى الملك في مجابهة قولة الحق، فنسي تهديده ووعيده، ثم تساءل في قول ليّن رقيق: فما الذي يُرضي صاحبك؟ فأجابه هبيرة بقول فصل لا مساومة فيه: إنه حلف ألا ينصرف حتى يطأ أرضكم، ويختم ملوككم، ويُعطَى الجزية.
واستخذى الملك إلى درجة الانهيار بعد أن سمع كلمة الحق تزهق الباطل، فقال: فإنا نخرجه من يمينه: نبعث إليه بتراب من تراب أرضنا فيطأه، ونبعث أبناءنا فيختمهم، ونبعث له مالاً يرضاه..
ودعا الملك بصحاف من ذهب فيها تراب من أرض الصين، وبعث بحرير وذهب وأربعة غلمان من أبناء ملوكهم، ثم أجاز الوفد فأحسن جوائزهم، فقدموا على قتيبة الذي قبل الجزية، وختم الغلمان، وردّهم إلى الملك، ووطئ تراب الصين.
وقد لجأ الوفد الإسلامي إلى تبديل أزيائهم للتأثير في معنويات ملك الصين ومن معه، مما أدّى إلى انهيار معنويات الصينيين واستجابتهم لمطالب المسلمين.

## حقيقة الفتح
المؤرخون العرب يذكرون أن مدينة كاشغر هي أدنى مدائن الصين، ولكن البلدانيين العرب يذكرون أنها من مدن تركستان. وما أخطأ المؤرخون العرب، لأن حدود الصين كانت تمتد غرباً فتضمّ حدودُها تركستان الشرقية بكاملها، أو جزءاً منها في حالة اشتداد قوة ملوك الصين، وتنحسر تلك الحدود نحو الشرق، فتستقل تركستان الشرقية بحدودها الطبيعية، أو تمتد حدود تركستان الشرقية فتضم إليها أجزاء من الصين، في حالة قوة ملوك تركستان وضعف ملوك الصين. وما أخطأ البلدانيون العرب القدامى في ذكرهم أن مدينة كاشغر من مدن تركستان الشرقية، فهي في الواقع كذلك أصلاً، ولكنها تدخل في حدود الصين تارة، وتكون خارج حدودها تارة أخرى.
وقد ظلت تركستان الشرقية خاصة عرضة لهجمات الصينيين حتى أصبحت اليوم من أجزاء الصين كما هو معلوم.
ومن مراجعة تاريخ تركستان الشرقية القديم يتضح لنا أن منطقة كاشغر والمناطق التي حولها التي امتدت الفتوحات الإسلامية إليها، كانت ضمن خاقانية الترك الأولى التي كانت من سننة 552 م إلى سنة 745 م، ومعنى هذا أن الفتح الإسلامي في تركستان سنة ست وتسعين الهجرية (714 م) كان على عهد تلك الدولة التركية التي كانت في عداء مستمر مع جارتها الشرقية الصين، وكانت على ولاء كامل مع بلاد ما وراء النهر، وخاصة مع إقليم فرغانة، لأن العنصر التركي كان يسيطر على هذا الإقليم، فكان تعاونه مع تركستان الشرقية تعاوناً وثيقاً.
ويذكر لنا تاريخ تركستان الشرقية القديم، أن الاضطرابات شملت تركستان الشرقية سنة إحدى وعشرين ومائة الهجرية (738 م)، فاستغل الصينيون هذه الاضطرابات واعتدوا على تركستان الشرقية وضمّوها إلى بلادهم.
ولكن الأتراك من سكان تركستان الشرقية تمكنوا من الحصول على المعونات العربية الإسلامية سنة أربع وثلاثين ومائة الهجرية (751 م) على عهد الدولة العباسية في بغداد، وتمكنوا بهذا العون من إنقاذ بلادهم من حكم الصين، وهزموا الصينيين في معركة (تالاس) المشهورة.
يتضح من ذلك أن الفتح الإسلامي في كاشغر والمدن الأخرى جرى في تركستان الشرقية لا في الصين، ولكن ملك الصين الذي وجد سرعة تقدم الفتوح الإسلامية ووصولها إلى حدوده الغربية مباشرة في حينه، سعى لإرضاء الفاتحين خوفاً من اختراق بلاده وفتحها، فقدم ما قدم لقتيبة إرضاء له ولمن معه من المجاهدين، وصدّاً لتيارهم الجارف بالتي هي أحسن.

## الشهيد..
والسبب الحقيقي لعودة قتيبة وجيشه عن حدود الصين الغربية، كما تذكر المصادر التاريخية المعتمدة، هو وصول خبر وفاة الوليد بن عبد الملك، وتولّي سليمان بن عبد الملك الخلافة بعده، وكان ذلك سنة ست وتسعين الهجرية وكان الوليد مؤيداً لقتيبة وسنداً له أسوة بقادة الحجاج بن يوسف الثقفي كافة، وكان سليمان يكرههم ولا يميل إليهم، لأن الوليد بن عبد الملك أراد أن ينزع أخاه سليمان بن عبد الملك عن ولاية العهد ويجعل بدله عبد العزيز بن الوليد بن عبد الملك ابنه، فبايعه على خلع سليمان الحجاجُ وقتيبة وقادة الحجاج الآخرون.
وعاد قتيبة بمن معه من جيش المسلمين، فقتل في فرغانة سنة ست وتسعين الهجرية، وهي في طريق عودته إلى خراسان، فقال رجل من العجم: يا معشر العرب، قتلتم قتيبة! والله لو كان قتيبة منا فمات لجعلناه في تابوت فكنا نستسقي به ونستفتح إذا غزونا!
وقال أحد رجالات العجم بعد مقتل يزيد بن المهلب بن أبي صفرة: يا معشر العرب، قتلتم قتيبة ويزيد وهما سيدا العرب!

## رثاء وشعر في قتيبة
ورثا قتيبة كثير من شعراء العرب، فقال الفرزدق:
أتاني ورحلي بالمدينة وقعة * لآل تميمٍ أقعدتْ كل قائم
وقال عبد الرحمن بن جمانة الباهلي:
كأنّ أبا حفص قتيبة لم يَسْرِ * بجيشٍ إلى جيش ولم يَعْلُ منبرا
ولم تخفق الرايات والقوم حوله * وقوف، ولم يشهد له الناسُ عسكرا
دعته المنايا فاستجاب لربّه * وراح إلى الجنات عِفّاً مطهّرا
فما رزئ الإسلامُ بعدَ محمّد * بمثل أبي حفص، فيبكيه عبْهَرا
وعبهرا: اسم ولد لقتيبة.
وقال جرير في رثاء قتيبة:
ندمتم على قتل الأمير ابن مسلمٍ * وأنتم إذا لاقيتم الله أندَمُ
لقد كنتم في غزوه في غنيمة * وأنتم لمن لقيتم اليومَ مغنَمُ
على أنه أفضى إلى حور ربّه * وتُطبق بالبلوى عليكم جهنمُ
والشعر في رثائه كثير، والثناء عليه أكثر، ولكنه كان أكبر من كل رثاء وثناء، فآثاره باقية، وفتوحه عظيمة، وأعماله لا تبلى.
يكفي أن نذكر أن مساحة فتوحه تبلغ أربعين بالمائة من مساحة الاتحاد السوفييتي وثلاثاً وثلاثين بالمئة من مساحة الصين الشعبية في الوقت الحاضر.وأن سكان المناطق التي فتحها في بلاد ما وراء النهر وتركستان الشرقية ضمن الاتحاد السوفييتي والصين لا يزالون مسلمين حتى اليوم، يتبركون بقراءة القرآن الكريم، ويعتزون بالعربية لغة والإسلام ديناً، بالرغم مما يلاقونه من عنت شديد ومحن وعناء.
مجلة الأمة، العدد 50، صفر 1405 هـ
[1] بلاد ما وراء النهر كان نهر جيحون القديم يعد الحد الفاصل بين الأقوام الناطقة بالفارسية والتركية، أي إيران وتوران، فما كان من شماله، أي وراءه، من أقاليم سمّاها العرب: ما وراء النهر، وهو نهر جيحون، وكذلك سمّوها: الهيطل.